# Skedee
Skedee – miejscowość w Stanach Zjednoczonych, w stanie Oklahoma, w hrabstwie Ottawa.